# UC-97号潜艇
陛下之UC-97号艇是德意志帝国海军于第一次世界大战期间建造的其中一艘UC-III型布雷潜艇或称U艇。它由汉堡的布洛姆与福斯船厂承建，于1918年3月17日新船下水，至同年9月3日交付使用。其全长56.51米，水面及水下排水量分别为491吨和571吨，艇载武器则包括三具鱼雷发射管、六具水雷滑射槽以及一门105毫米45倍径甲板炮。由于入役时已临近战争结束，UC-97号未及参与任何实战。战后，根据对德停战协定的要求，该艇于1918年11月22日被引渡至英国哈维奇正式向协约国投降，继而移交美国，并最终于1921年在密歇根湖作为标靶遭威尔梅特号炮舰击沉。

## 设计
1917年夏天，德意志帝国海军发现了UC-II型潜艇中的各种缺陷，需要进行纠正。船员们抱怨舱内的通风不佳和在舰桥上相当潮湿——这在寒冷的季节尤为令人难受。另一方面，这款潜艇的潜航性能也不尽如人意。为此，应当开发另一款布雷潜艇来解决这些问题，并能响应海军部对更强大火炮武器的渴望。基于UB-III型的成功经验，潜艇监察局（Inspektion des U-Bootwesens）拿出了代号为41a号工程的UC-III型潜艇设计方案。与前型相比，新艇的水面排水量增至470吨，增加了一具外置式鱼雷发射管，改用更大口径的105毫米甲板炮的并调高炮位，以及通过调整注水和排水管径使潜航时间显著缩短。然而，由于布雷装置的特殊要求，UC-III型艇的外形很难按照UB-III型艇进行优化，因此其航速略有下降。
UC-97号是16艘完成交付的UC-III型方案的其中一艘。其全长56.51米，舷宽5.54米。艇体采用双壳体结构，水面及水下排水量分别为491吨和571吨，浮起时的吃水深度为3.77米。艇只采用两台猛狮六缸四冲程600匹公制馬力（440千瓦特）柴油机用于水面运行，以及两台770匹公制馬力（570千瓦特）的西门子-舒克特电动发电机用于水下航行；水面最高航速11.5節（21.3每小時），水下6.6節（12.2每小時）；能够在水面以7節（13每小時）航速续航9,850海里（18,240），或以4.5節（8.3每小時）连续在水下航行40海里（74）而无需充电。其潜没需时约为15秒，能够在75米的深度下运作。
在武器配置方面，UC-97号设有六具管径为1,000毫米的布雷竖井，但由于艇艏形态作了伸展和扁平化改动，UC200型水雷的容纳能力有所下降，仅为14枚。司令塔后部的艇艛布置了一门105毫米45倍径艇用高射炮作为甲板炮，并配备150发弹药。此外，UC-97号还装备有三具500毫米鱼雷发射管，其中两具外置位于舯部的两边舷侧用于朝前射击，一具内置在艇艉，合共配备7枚鱼雷。其标准船员编制为3名军官及29名水兵。

## 历史
UC-97号是汉堡布洛姆与福斯船厂承建的第一批次八号艇，由德意志帝国海军潜艇监察局于1917年6月27日订购，建造编号为331。它于1918年3月17日下水，至同年9月3日在前UC-73号艇长、海军中尉瓦尔特·维德曼的指挥下交付使用，随即展开海试。由于入役时间较迟，该艇与其它已完工的UC-III型艇一样，在战争结束前未及编入任何部队，亦无参与实战行动。战后，根据对德停战协定的要求，UC-97号于1918年11月22日被引渡至英国哈维奇正式向协约国投降。在接下来的几個星期，美国海军表示有兴趣购买几艘前德国潜艇，作为美国当局发行的“胜利自由债券”促销活动的展品。UC-97号成为了因此目的而预留的六艘潜艇之一。1919年3月，美国船员接管该艇，并成立特别管委会，由海军少校约瑟夫·L·尼尔森担任指挥官。经过一段繁忙的出海准备和调试后，UC-97号与U-111、U-117、U-140、UB-88和UB-148号潜艇以及潜艇母舰布什内尔号一起，于4月3日从哈维奇驶出英吉利海峡。这支非典型的美国任务组织被称为“前德国潜艇远征部队”（Ex-German Submarine Expeditionary Force），在经停亚速尔群岛和百慕大群岛之后，于1919年4月27日抵达纽约，并很快便在当地向公众展出。游客、摄影师、记者、海军技术人员和民用潜艇制造商都蜂拥前来参观这六艘战利品。

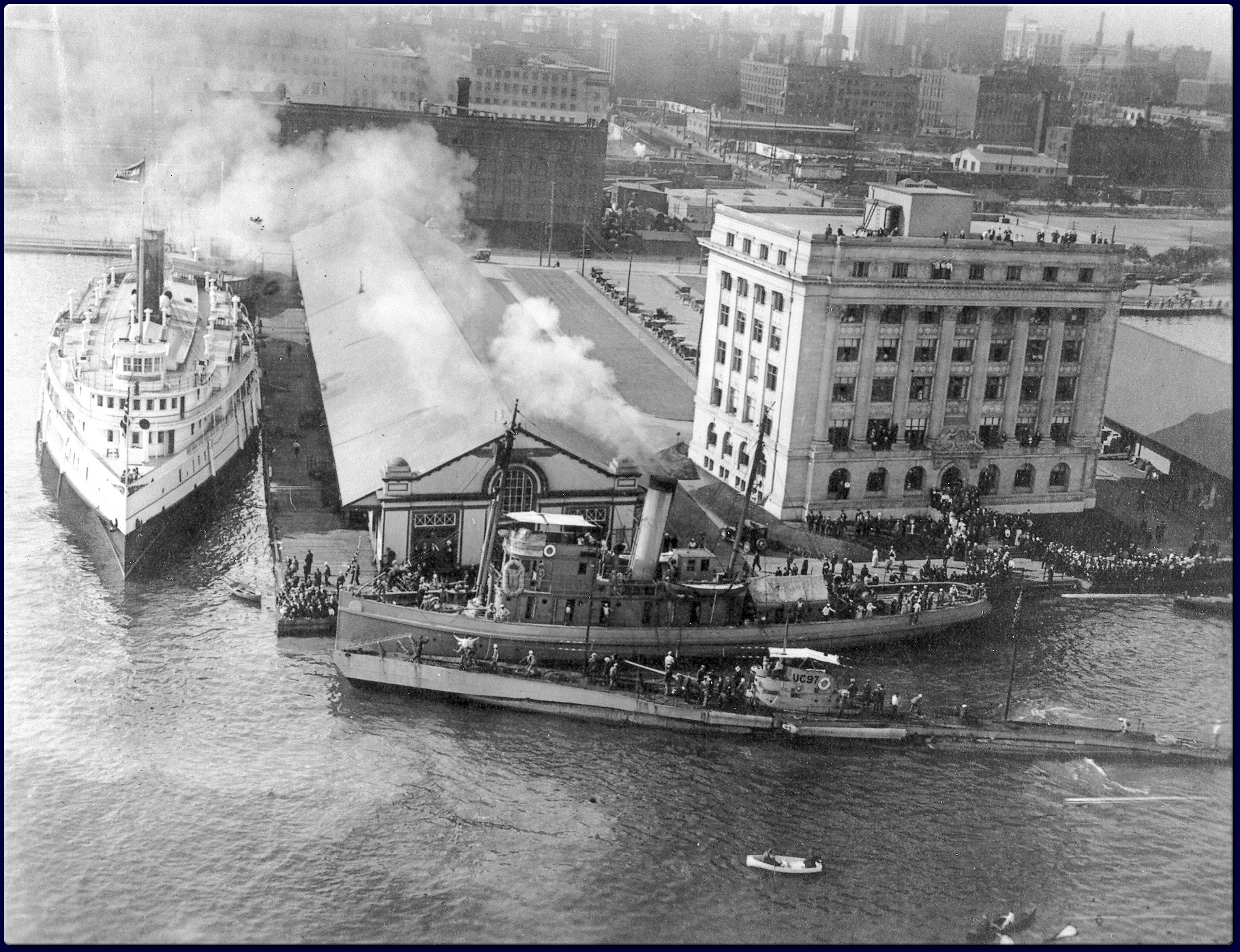
UC-97号于1919年在多伦多

随后，六艘潜艇中的五艘奉命沿不同的水路被发往美国各海岸，并访问沿途的各个港口，为胜利自由债券做促销。UC-97号此时受海军少校查尔斯·A·洛克伍德指挥，被分配前往五大湖地区，而为了到达内陆湖泊，需要它确保顺利通过由加拿大控制的聖老楞佐海道船闸。洛克伍德打破了进加军舰的传统习惯，拒绝在艇艏悬挂英国国旗，这在沿途的加拿大各港口都引发轩然大波。进入五大湖后，UC-97号便开始了一系列旋风式的访问，在安大略湖、伊利湖、休伦湖和密歇根湖沿岸的一众美国港口停靠。尽管按计划还应访问苏必利尔湖的港口，但由于发动机磨损，潜艇不得不缩短航程。因此，1919年8月，它开始沿着密歇根湖岸返回伊利诺伊州的芝加哥，并于当月底抵达。在那里，洛克伍德将UC-97号交予海军第九区司令部。该艇随后被移至芝加哥格兰特公园的湖滨停泊，并向公众开放。UC-97号在接下来的几年间一直作展览用途，直到停战条约中的一项条款被撤销，并要求所有由协约国持有的德国军舰必须于1921年7月1日之前销毁。时任美国海军助理部长的富兰克林·罗斯福遂指示炮舰威尔梅特号的舰长爱德华·埃弗斯和五大湖海军基地司令丹尼尔·W·沃茨鲍上校安排摧毁潜艇。
1921年6月初，鹰号巡逻艇从密尔沃基出发，将UC-97号拖到密歇根湖，它将成为威尔梅特号舰上海军预备役炮手的标靶。在此之前，U艇的所有武器、推进装置和导航装置都已被拆除。6月7日8:17，威尔梅特号在密歇根湖起锚。大约两小时后，在接上拖着UC-97号的鹰号后，威尔梅特号驻泊在离岸20英里的水面上。11:45，炮舰开始向废弃的U艇发射4英寸（100）炮。在耗费了15分钟和完成18轮施射后，他们才将UC-97号击沉。这是自1813年9月海军准将奥利弗·哈泽德·佩里在伊利湖击败英国人以来，美国海军第一次向五大湖发射爆炸性炮弹。1992年，芝加哥打捞公司A与T修复重新确定了U艇残骸的方位，它身处密歇根湖约250英尺（76）深的水下，距离海兰帕克以东约20海里（37）的42°10′N 87°20′W / 42.167°N 87.333°W处。然而，即使有了明确的鉴定并且认为该艇可以打捞，当局也缺乏可供打捞和修复残骸的资金。

## 脚注
1. ↑  Tarrant，第174頁.
2. ↑  Helgason, Guðmundur. . German and Austrian U-boats of World War I - Kaiserliche Marine - Uboat.net.   [2015-01-20].
3. ↑  陈进，第239–240頁.
4. 1 2  Gröner，第61頁.
5. ↑  Helgason, Guðmundur. . German and Austrian U-boats of World War I - Kaiserliche Marine - Uboat.net.   [2009-02-23].
6. ↑  Gibson & Prendergast，第377頁.
7. ↑  . The Washington Herald (Washington, D.C.). 1919-04-23: 1, 3.
8. ↑  Raymond A. Mann. . Naval History and Heritage Command. 2021-02-19  [2023-05-11]. （原始内容存档于2022-10-02）.
9. 1 2  James E. Wise, Jr. . Naval History (United States Naval Institute). January 1989, 3 (1): 13–14.
10. ↑  . JaySea Archaeology. 2017-01-15  [2023-05-11]. （原始内容存档于2020-02-20）.